# إنريكو بولو
إنريكو بولو (بالإيطالية: Enrico Polo)‏ هو معلم موسيقى وعازف كمان وملحن إيطالي، ولد في 18 نوفمبر 1868 في بارما في إيطاليا، وتوفي في 3 ديسمبر 1953 في ميلانو في إيطاليا.

## وصلات خارجية
- إنريكو بولو على موقع ميوزك برينز (الإنجليزية)